# Alexander Kiellands plass, Oslo

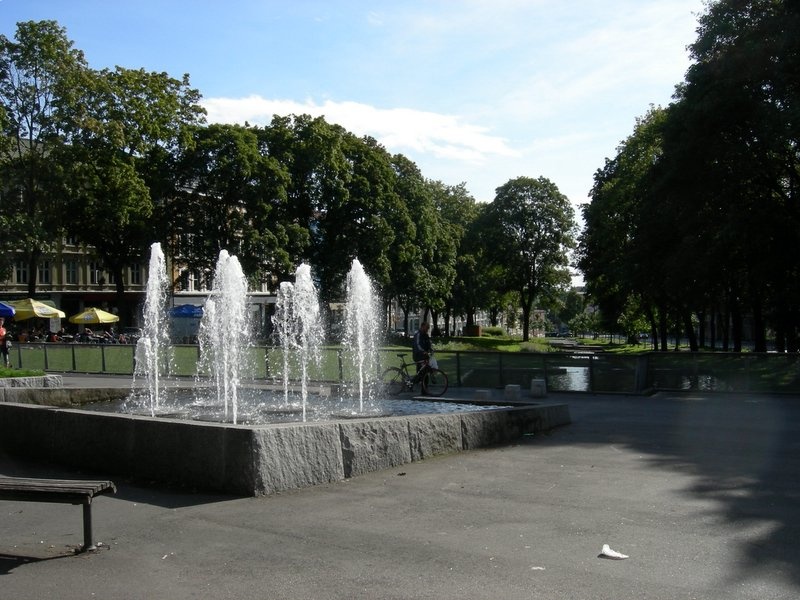
Alexander Kiellands plass sett från änden vid Waldemar Thranes gate

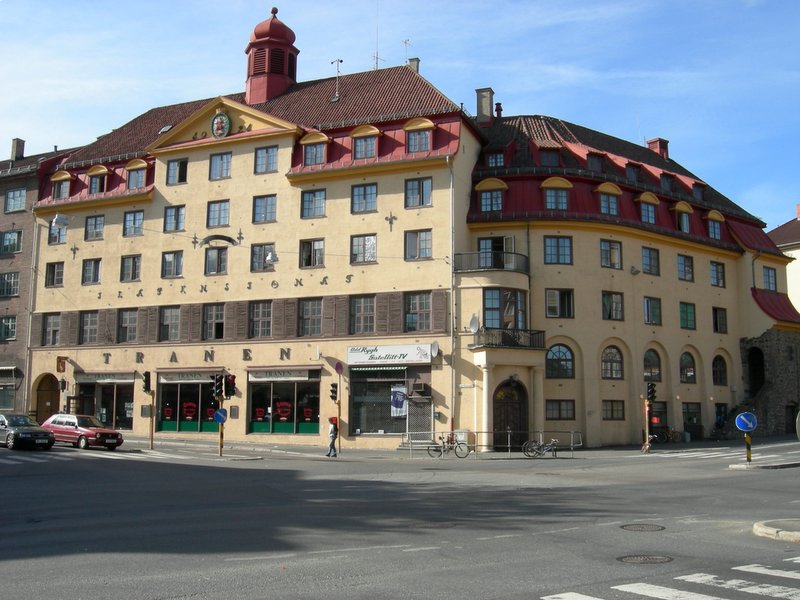
Ila pensjonat med Tranen sett från Kiellands plass

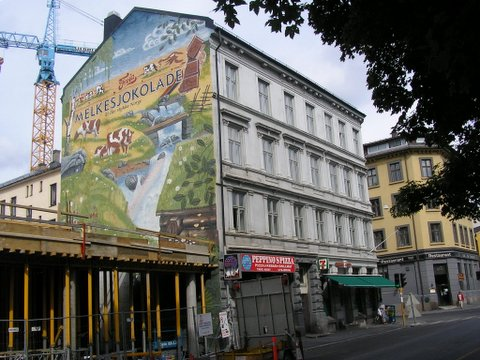
Känd väggreklam försvinner (2005)

Alexander Kiellands plass är ett torg i Grünerløkka i Oslo. Torget ligger på Ila mellan Uelands gate, Maridalsveien och Waldemar Thranes gate. Ytan är på 8 660 m2  och torget har formen av en triangel med två långsidor på ca 260 meter och en kortsida på ca 100 meter.

## Torget och historien
Torget är från 1914 uppkallat efter författaren Alexander Kielland (1849–1906) från Stavanger. Innan dess kallades torget Steinløkka, efter ett stenhuggeri på 1800-talet. Det gjordes om till park på 1920-talet. 
Torget var nedslitet och förfallet i slutet av 1990-talet. I kommunens regi lades det helt om (färdigt 2001). Överst (mot Waldemar Thranes gate) anlades en plats med fontän. Resten av torget är park med en serie vattenfall och vattenytor.

## Trafikknutpunkt och bebyggelse vid torget
Oslo Sporveiers första busslinje öppnades 1927 från Alexander Kiellands plass till Kværner, med avgång var 10 minut. I dag är torget en trafikknutpunkt med huvudgatorna Uelands gate och Waldemar Thranes gate med en årsdagstrafik (ÅDT) på respektive 12 600  och 10 800 och cirka 4 800 på- och omstigande busspassagerare dagligen (2007) på de fyra hållplatserna som har namn efter torget (mot nord, syd, ost och väst). 2012/2013 blev korsningen Waldemar Thranes gate/Uelands gate ombyggd från trafikljus till rondell.
Vid torget ligger 
- Waldemar Thranes gate 70, monumentalt dormbygge i nordisk nybarock, 1921, i dag bland annat Ila pensjonat och serveringsstället «Tranen»
- Bostadskomplexet Schultzehaugen, inflyttning 2004
- Kiellands Hus, köpcentrum och bostäder, inflyttning 2006-2007.[6]

Åtta serveringsställen ligger vid torget, tre av dem med uteservering i parken. I sydändan och nordändan av torget är det uppställningsplatser för stadscyklar.

## Sången av Lillebjørn Nilsen och filmen6 forestillinger om frihet
"Alexander Kiellands plass" är också en sång av Lillebjørn Nilsen som växte upp i området runt torget. Sången gavs först ut på albumet Hilsen Nilsen (1985).
Kortfilmen 6 forestillinger om frihet (regissör och producent Thomas A. Østbye) från 2006 är en studie av Alexander Kiellands plass.